# Galeruca tanaceti
Galeruca tanaceti (луков листојед) је врста која припада реду Coleoptera (тврдокрилци) и породици Chrysomelidae. Ово је типска врста рода Galeruca. Храни се разним биљкама у одраслом и ларвалном стадијуму. Врсту је први описао Карл фон Лине у свом 10. издању Systema Naturae.

## Распрострањење
Ова врста је присутна у палеартичком царству од Португала до Јапана. Такође, присутна је на Блиском истоку и северној Африци. Интродукована је у северну Америку. У Србији је широко распрострањена, среће се од низијских подручја до висина до 1500 метара надморске висине.

## Станиште
Насељава сува и сунчана подручја, ливаде и травната станишта.

## Опис
Galeruca tanaceti може достићи дужину од 6-11мм. Имају широко јајасто, конвексно и голо тело. Глава, пронотум и елитра су мат црни и густо избушени. Ноге су потпуно црне, релативно дугачке и витке.
Женке су дуже од мужјака. У време овипозиције абдомен је јако увећан и испуњен јајима тако да елитра покрива само половину дужине абдомена. Ларве су тамне и покривене чекињама.

## Биологија
Одрасле јединке се могу наћи између јуна и августа и трају до октобра. Врста презимљава у стадијуму јајета. Јаја полажу током септембра или октобра. Везана су за лист, стабљику или цветове сувих трава и других зељастих биљака. Ларве излазе тек после зиме, крајем априла и током маја. Улуткавање је у земљи крајем маја или јуна, након чега се појављују одрасли. Након краће исхране наступа летња дијапауза, а од септембра одрасли се поново активирају и полажу јаја до касне јесени.
Одрасли и ларве су полифагни, хране се врстама из породице Asteraceae (Tanacetum vulgare, Achillea millefolium, Centaurea nigra, Tussilago, Cirsium arvense), Brassicaceae (Cardamine pratensis, Sinapis arvensis) и другим биљкама (нарочито Potentilla auserina, Succisa pratensis, Scabiosa columbaria, Thymus serpyllum, Veronica и Hypericum perforatum).
Одрасле јединке су пријављене као штеточине на оригану на Криту.
Примећено је да на јајима паразитира врста Oomyzus galerucivorus (Hymenoptera: Eulophidae).

## Галерија
- Парење
- Женка Galeruca tanaceti
- Женка на ливади